# 卷柱胡颓子
卷柱胡颓子（学名：Elaeagnus retrostyla），为胡颓子科胡颓子属下的一个植物种。